# Banjarpanji
Banjarpanji is een bestuurslaag in het regentschap Sidoarjo van de provincie Oost-Java, Indonesië. Banjarpanji telt 1467 inwoners (volkstelling 2010).